# 20034 Greenhalgh
20034 Greenhalgh è un asteroide della fascia principale. Scoperto nel 1992, presenta un'orbita caratterizzata da un semiasse maggiore pari a 3,105239 UA e da un'eccentricità di 0,153301, inclinata di 5,889363° rispetto all'eclittica.